# リチャード・キャドバリー

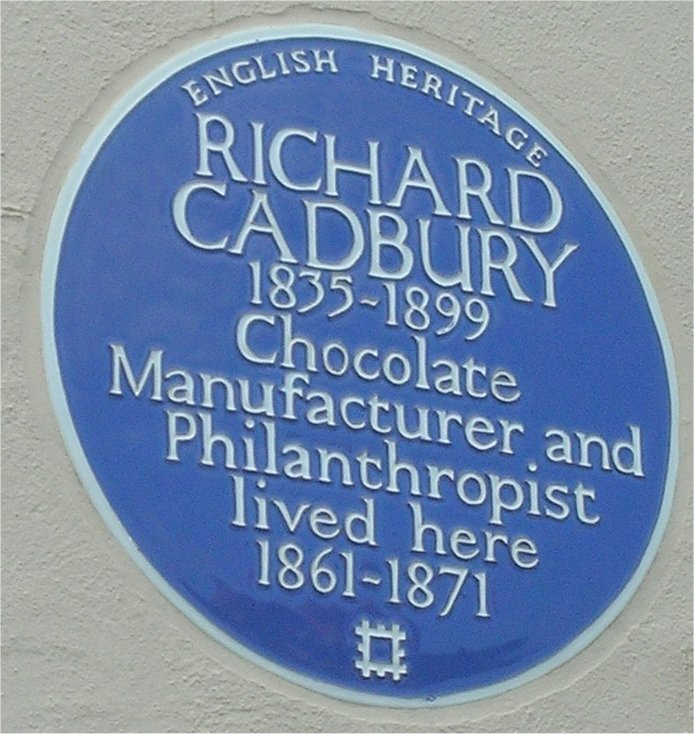
エジバストン、ジョージ・ロード(George Road, Edgbaston)の旧宅に掲げられたブルー・プラーク

リチャード・キャドバリー（Richard Cadbury、1835年8月29日 – 1899年3月22日）は、イギリスの実業家。クエーカーでキャドバリーのココアとチョコレートの事業を創業したジョン・キャドバリーの次男。
リチャードは、弟ジョージとともに、1861年に父から事業を受け継いだ。1878年、兄弟はバーミンガムから4マイル（およそ6km）南方の郊外に14エーカー（およそ57,000 m²）の空き地を取得し、翌1879年に、そこに新たな工場を開設した。その後、より広く周辺に土地が確保され、おもに工場従業員のために、後年ボーンビルとして知られるようになるモデル・ビレッジ（模範村）(model village)が建設された。